# Marian Eleganti
Marian Eleganti OSB (* 7. dubna 1955, Uznach v kantonu St. Gallen) je švýcarský římskokatolický teolog a duchovní; od roku 2010 je pomocným biskupem Churské diecéze.
Na kněze byl vysvěcen 23. června 1995. Dne 7. prosince 2009 ho papež Benedikt XVI. jmenoval pomocným biskupem diecéze Chur. Biskup Vitus Huonder mu biskupské svěcení udělil 31. ledna 2010.